# Ukrainische Eishockeyliga 2008/09
Die Saison 2008/09 war die 16. Spielzeit der ukrainischen Eishockeyliga, der höchsten ukrainischen Eishockeyspielklasse. Meister wurde zum insgesamt elften Mal in der Vereinsgeschichte der HK Sokol Kiew.

## Modus
Die 13 Teilnehmer wurden in der Hauptrunde in drei Divisionen (Zentrum, West, Ost) aufgeteilt. Die fünf Mannschaften der Division Zentrum waren aufgrund ihrer Leistungsstärke direkt für das Playoff-Viertelfinale qualifiziert. In den Playoffs wurde der Meister ausgespielt. Für einen Sieg nach regulärer Spielzeit erhielt jede Mannschaft drei Punkte, für einen Sieg nach Overtime zwei Punkte, bei einer Niederlage nach Overtime gab es ein Punkt und bei einer Niederlage nach regulärer Spielzeit null Punkte.

## Hauptrunde

### Division Zentrum
|    | Klub                  | Sp | S  | OTS | OTN | N  | Tore    | Punkte |
| -- | --------------------- | -- | -- | --- | --- | -- | ------- | ------ |
| 1. | HK ATEK Kiew          | 29 | 18 | 0   | 2   | 9  | 143:073 | 56     |
| 2. | HK Bilyj Bars Browary | 29 | 16 | 2   | 2   | 9  | 163:116 | 54     |
| 3. | HK Charkiw            | 29 | 16 | 2   | 1   | 10 | 147:077 | 53     |
| 4. | HK Kompanjon-UPB Kiew | 29 | 13 | 3   | 2   | 11 | 153:095 | 47     |
| 5. | HK Sokil Kiew         | 29 | 12 | 2   | 2   | 13 | 128:109 | 42     |

Sp = Spiele, S = Siege, N = Niederlagen, OTS = Overtime-Sieg, OTN = Overtime-Niederlage

### Division West
|    | Klub                  | Sp | S | OTS | OTN | N  | Tore    | Punkte |
| -- | --------------------- | -- | - | --- | --- | -- | ------- | ------ |
| 1. | Watra Iwano-Frankiwsk | 16 | 8 | 0   | 1   | 7  | 103:121 | 25     |
| 2. | Express Lwiw          | 16 | 6 | 1   | 0   | 9  | 112:145 | 20     |
| 3. | Patriot Winnyzja      | 14 | 3 | 0   | 0   | 11 | 072:139 | 9      |

Sp = Spiele, S = Siege, N = Niederlagen, OTS = Overtime-Sieg, OTN = Overtime-Niederlage

### Division Ost
|    | Klub                             | Sp | S  | OTS | OTN | N  | Tore    | Punkte |
| -- | -------------------------------- | -- | -- | --- | --- | -- | ------- | ------ |
| 1. | HK Donbass Donezk                | 19 | 14 | 0   | 0   | 5  | 134:066 | 42     |
| 2. | Prydniprowsk Dnipropetrowsk      | 19 | 12 | 0   | 1   | 6  | 104:090 | 37     |
| 3. | SDJuSSchOR-Misto Charkiw         | 19 | 7  | 1   | 1   | 10 | 086:132 | 24     |
| 4. | Worony Sumy                      | 19 | 5  | 1   | 0   | 13 | 088:133 | 17     |
| 5. | Saporiski Morschi Saporischschja | 19 | 1  | 0   | 0   | 18 | 065:202 | 3      |

Sp = Spiele, S = Siege, N = Niederlagen, OTS = Overtime-Sieg, OTN = Overtime-Niederlage

## Playoffs

### Erste Runde
- Worony Sumy – HK Donbass Donezk 0:2
- Patriot Winnyzja – Express Lwiw 0:2
- Prydniprowsk Dnipropetrowsk – SDJuSSchOR-Misto Charkiw 2:1

### Zweite Runde
- Prydniprowsk Dnipropetrowsk – Watra Iwano-Frankiwsk 2:0
- Express Lwiw – HK Donbass Donezk 0:2

### Viertelfinale
- Watra Iwano-Frankiwsk – HK ATEK Kiew 0:2
- Prydniprowsk Dnipropetrowsk – HK Bilyj Bars Browary 0:2
- HK Sokil Kiew – HK Kompanjon-UPB Kiew 2:0
- HK Donbass Donezk – HK Charkiw 0:2

### Halbfinale
- HK Sokil Kiew – HK ATEK Kiew 2:0
- HK Kompanjon-UPB Kiew – HK Bilyj Bars Browary 1:2

### Spiel um Platz 3
- HK Charkiw – HK ATEK Kiew 1:2

### Finale
- HK Sokil Kiew – HK Bilyj Bars Browary 2:0